# 施呂赫特利峰
46°45′32.4″N 9°19′24.8″E / 46.759000°N 9.323556°E
施呂赫特利峰（Schlüechtli），是瑞士的山峰，位於該國東南部，由格勞賓登州負責管轄，屬於勒蓬廷阿爾卑斯山脈的一部分，海拔高度2,283米，每年平均降雨量1,929毫米。

## 外部連結
- Schlüechtli on Hikr （页面存档备份，存于）